# Llista de poetes romans
A continuació es presenta una llista dels poetes romans més destacats de l'època clàssica.
| Índex A B C D E F G H I J K L M N O P Q R S T U V W X Y Z |

## A
- Abronius
- Luci Afrani (poeta)
- Gai Pedó Albinovà
- Aleci Alcim
- Anastasius
- Livi Andronic
- Annianus
- Emili Magne Arbori
- Arrià (poeta)
- Marc Atili
- Tit Quint Atta
- Attius
- Luci Afrani (poeta)
- Tit Annià
- Tit Quint Atta
- Senti Augurí
- Dècim Magne Ausoni
- Flavi Avià
- Ruf Fest Aviè
- Alfi Avit

## B
- Joan Barbucal
- Bas (poeta iàmbic)
- Bas (poeta dramàtic)
- Cesi Bas (poeta)
- Lol·li Bas
- Saleu Bas
- Bles de Caprees

## C
- Calpurni Sícul
- Licini Macre Calv
- Car (poeta)
- Valeri Cató
- Catul
- Quint Lutaci Catul
- Cecili Estaci
- Cels (poeta)
- Cels Albinovà
- Juli Cerealis
- Gai Helvi Cinna
- Citeri Sidoni
- Claudi Claudià
- Codre
- Cornifícia (poetessa)
- Crispí (poeta)

## D
- Dinami de Bordeus
- Tiberi Claudi Donat

## E
- Enni
- Estaci
- Publi Papini Estaci (gramàtic)
- Euquèria

## F
- Falcònia Proba
- Graci Falisc
- Celi Firmià Simposi
- Estatili Flac
- Luci Anneu Flor
- Juli Flor

## G
- Gai Corneli Gal
- Gai Grani
- Getúlic
- Gneu Corneli Lèntul Getúlic

## H
- Horaci
- Hosti

## I
- Gai Licini Imbrex
- Sili Itàlic

## J
- Juvenal
- Juvenc Vetti Aquilí

## L
- Porci Licí
- Lucà
- Terenci Lucà
- Gai Lucili
- Lavini Lusci

## M
- Marc Valeri Marcial
- Vetti Agori Basili Mavorci
- Quint Meci
- Flavi Merobaudes

## N
- Marc Aureli Olimpi Nemesià

## P
- Pal·ladi (poeta)
- Passiè Paule
- Pentadi
- Sext Aureli Properci
- Publili Optatià Porfiri

## R
- Rabi
- Reposià
- Rià
- Rufí (poeta segle IV)

## S
- Sabí (poeta)
- Pomponi Segon
- Quint Sammònic Serè
- Volcaci Sedigit
- Titi Septimi
- Vibi Seqüestre
- Sextili Hena
- Sili Itàlic
- Quint Valeri Sorà
- Sulpícia (segle I aC))
- Sulpícia (segle I dC))

## T
- Terencià Maure
- Tit Cesi Taurí
- Tul·li Laurea
- Turne

## V
- Valeri Editu
- Virgili